# Microcebus murinus
Lêmure-rato-cinza (Microcebus murinus) é uma espécie de lêmure pertencente à família Cheirogaleidae.
Esta espécie pertencente ao género Microcebus é uma das espécies de primatas de menores dimensões. A pelagem dorsal é cinzenta, com alguns tons avermelhados. O ventre é de cor esbranquiçada. Habita a parte oeste, sudoeste e sul de Madagascar, junto à costa.
Tem um comprimento de 10 a 14 cm, com uma cauda com aproximadamente o mesmo comprimento. O seu peso varia de 40 a 70 g, consoante a estação do ano. É uma espécie nocturna, dormindo nas árvores. Os machos dormem normalmente sozinhos, mas as fêmeas podem fazê-lo em pequenos grupos. A procura de alimento é solitária. Alimentam-se de frutos, flores, néctar, insectos e outros animais de pequenas dimensões.
As fêmeas têm uma prole de 2 a 4 crias, após um período de gestação de 54 a 69 dias. A sua esperança de vida ronda os 15 anos.